# LP1 (альбом Plastiscines)
LP1 (то есть «Долгоиграющий» № 1) — дебютный полноформатный студийный альбом французской группы Plastiscines, вышедший в 2007 году.

## Об альбоме
LP1 был выпущен 12 февраля 2007 года и представлял собой записи тринадцати особенно коротких песен (ни одна из них не была по продолжительности более трёх минут, некоторые из них длились менее двух минут). Издание включает первый сингл «Loser», а также две песни («Rake» и «Shake (Twist Around the Fire)») c издания Paris Calling.

## Список композиций
1. «Alchemie»
2. «Loser»
3. «Shake (Twist Around the Fire)»
4. «Mister Driver»
5. «La règle du jeu»
6. «Zazie fait de la bicyclette»
7. «No Way»
8. «Pop In, Pop Out!»
9. «Rake»
10. «Tu as tout prévu»
11. «Human Rights»
12. «Lost in Translation»
13. «Under Control»